# Michel van Oostrum
Michel van Oostrum (Amsterdam, 22 augustus 1966) is een Nederlands voormalig voetballer die in zijn carrière onder andere voor Emmen, Cambuur Leeuwarden en Telstar speelde. Bij Emmen is Van Oostrum nog altijd topscorer aller tijden. Ook was hij twee keer achter elkaar topscorer in de eerste divisie. In 2007 keerde Van Oostrum terug bij FC Emmen in de functie van trainer van het beloftenelftal en stagiair bij het eerste team. Hij was daar ook spitsentrainer. In 1984 en 1985 speelde van Oostrum 5 duels voor Oranje - 19 waarin hij 4 keer wist te scoren. Vanaf het seizoen 2005/2006 trainde Van Oostrum diverse amateurclubs.

## Interlandcarrière

### Nederland onder 19
Op 16 oktober 1984 debuteerde Van Oostrum voor Nederland –19 in een vriendschappelijke wedstrijd tegen België –19 (0 – 2).
| Interlands van Michel van Oostrum | Interlands van Michel van Oostrum | Interlands van Michel van Oostrum          | Interlands van Michel van Oostrum | Interlands van Michel van Oostrum | Interlands van Michel van Oostrum |
| №                                 | Datum                             | Wedstrijd                                  | Uitslag                           | Soort Wedstrijd                   | Doelpunten                        |
| Als speler bij AFC Ajax           | Als speler bij AFC Ajax           | Als speler bij AFC Ajax                    | Als speler bij AFC Ajax           | Als speler bij AFC Ajax           | Als speler bij AFC Ajax           |
| --------------------------------- | --------------------------------- | ------------------------------------------ | --------------------------------- | --------------------------------- | --------------------------------- |
| 1.                                | 16 oktober 1984                   | België – Nederland                         | 2 – 0                             | Vriendschappelijk                 | 1                                 |
| 2.                                | 18 oktober 1984                   | Nederland – Italië                         | 1 – 2                             | Vriendschappelijk                 | 0                                 |
| 3.                                | 27 februari 1985                  | Duitse Democratische Republiek – Nederland | 3 – 1                             | Vriendschappelijk                 | 1                                 |
| 4.                                | 19 maart 1985                     | Wales – Nederland                          | 0 – 1                             | Kwalificatie EK 1986              | 1                                 |
| 5.                                | 26 maart 1985                     | Nederland – Noord-Ierland                  | 2 – 1                             | Kwalificatie EK 1986              | 1                                 |

### Nederland onder 17
Op 3 november 1982 debuteerde Van Oostrum voor Nederland –17 in een kwalificatiewedstrijd tegen Zwitserland –17 (1 – 1).
| Interlands van Michel van Oostrum | Interlands van Michel van Oostrum | Interlands van Michel van Oostrum | Interlands van Michel van Oostrum | Interlands van Michel van Oostrum | Interlands van Michel van Oostrum |
| №                                 | Datum                             | Wedstrijd                         | Uitslag                           | Soort Wedstrijd                   | Doelpunten                        |
| Als speler bij AFC Ajax           | Als speler bij AFC Ajax           | Als speler bij AFC Ajax           | Als speler bij AFC Ajax           | Als speler bij AFC Ajax           | Als speler bij AFC Ajax           |
| --------------------------------- | --------------------------------- | --------------------------------- | --------------------------------- | --------------------------------- | --------------------------------- |
| 1.                                | 3 november 1982                   | Zwitserland – Nederland           | 1 – 1                             | Kwalificatie EK 1984              | 0                                 |
| 2.                                | 17 november 1982                  | Nederland – Denemarken            | 1 – 1                             | Kwalificatie EK 1984              | 0                                 |
| 3.                                | 16 maart 1983                     | Nederland – Luxemburg             | 5 – 0                             | Kwalificatie EK 1984k             | 0                                 |
| 4.                                | 13 september 1983                 | Denemarken – Nederland            | 0 – 2                             | Kwalificatie EK 1984              | 0                                 |
| 5.                                | 21 september 1983                 | Luxemburg – Nederland             | 0 – 5                             | Kwalificatie EK 1984              | 2                                 |
| 6.                                | 27 september 1983                 | Nederland – Zwitserland           | 2 – 0                             | Kwalificatie EK 1984              | 1                                 |

## Erelijst

### FC Emmen
| Nationaal                |    |           |
| Runner-up eerste divisie | 1x | 1995/1996 |

### Persoonlijk
| Nationaal                              |    |                      |
| Voetballer van het jaar Eerste divisie | 2x | 1995, 1996           |
| Topscorer Eerste divisie               | 2x | 1995/1996, 1996/1997 |
| Topscorer KNVB Beker                   | 1x | 1996/1997            |

## Persoonlijk
Van Oostum woont samen met vrouw en kinderen in Lelystad. In 2018 opende hij in deze plaats het pannenkoekenrestaurant De Polderpannenkoek.